# Jugurtia braunsiella
Jugurtia braunsiella är en stekelart som först beskrevs av Schulthess 1930.  Jugurtia braunsiella ingår i släktet Jugurtia och familjen Masaridae. Inga underarter finns listade i Catalogue of Life.